# In Requiem
In Requiem è l'undicesimo album in studio del gruppo musicale britannico Paradise Lost, pubblicato nel 2007 dalla Century Media.

## Tracce
1. Never for the Damned - 5.02
2. Ash & Debris - 4.16
3. The Enemy - 3.39
4. Praise Lamented Shade - 4.02
5. Requiem - 4.25
6. Unreachable - 3.38
7. Prelude to Descent - 4.11
8. Fallen Children - 3.38
9. Beneath Black Skies - 4.12
10. Sedative God - 3.59
11. Your Own Reality - 4.02

### Bonus Tracks
1. Missing (cover dei Everything but the Girl)
2. Godless
3. Silent in Heart
4. Sons of Perdition

## Componenti
- Nick Holmes - voce
- Greg Mackintosh  - chitarra solista
- Aaron Aedy - chitarra ritmica
- Steve Edmondson - basso
- Jeff Singer - batteria